# Seznam dílů seriálu Inspektor Banks
Toto je seznam dílů seriálu Inspektor Banks.

## Přehled řad
| Řada | Díly | Premiéra v VB  | Premiéra v VB     | Premiéra v ČR    | Premiéra v ČR     |
| Řada | Díly | První díl      | Poslední díl      | První díl        | Poslední díl      |
| ---- | ---- | -------------- | ----------------- | ---------------- | ----------------- |
| 1    | 8    | 27. září 2010  | 21. října 2011    | 8. dubna 2018    | 29. dubna 2018    |
| 2    | 6    | 10. října 2012 | 8. listopadu 2012 | 6. května 2018   | 20. května 2018   |
| 3    | 6    | 3. února 2014  | 10. března 2014   | 27. května 2018  | 10. června 2018   |
| 4    | 6    | 4. března 2015 | 8. dubna 2015     | 17. června 2018  | 1. července 2018  |
| 5    | 6    | 31. srpna 2016 | 5. října 2016     | 8. července 2018 | 22. července 2018 |

## Seznam dílů

### První řada (2010–2011)
| Č. v seriálu | Č. v řadě | Původní název                | Český název              | Režie            | Scénář         | Premiéra v VB  | Premiéra v ČR  |
| ------------ | --------- | ---------------------------- | ------------------------ | ---------------- | -------------- | -------------- | -------------- |
| 1            | 1         | Aftermath (Part 1)           | Zúčtování, část 1.       | James Hawes      | Robert Murphy  | 27. září 2010  | 8. dubna 2018  |
| 2            | 2         | Aftermath (Part 2)           | Zúčtování, část 2.       | James Hawes      | Robert Murphy  | 4. října 2010  | 8. dubna 2018  |
| 3            | 3         | Playing With Fire (Part 1)   | Hra s ohněm, část 1.     | Paul Whittington | Robert Murphy  | 16. září 2011  | 15. dubna 2018 |
| 4            | 4         | Playing With Fire (Part 2)   | Hra s ohněm, část 2.     | Paul Whittington | Robert Murphy  | 23. září 2011  | 15. dubna 2018 |
| 5            | 5         | Friend of the Devil (Part 1) | Ďáblův přítel, část 1.   | Bill Anderson    | Laurence Davey | 30. září 2011  | 22. dubna 2018 |
| 6            | 6         | Friend of the Devil (Part 2) | Ďáblův přítel, část 2.   | Bill Anderson    | Laurence Davey | 7. října 2011  | 22. dubna 2018 |
| 7            | 7         | Cold is the Grave (Part 1)   | Chladný je hrob, část 1. | Marek Losey      | Robert Murphy  | 14. října 2011 | 29. dubna 2018 |
| 8            | 8         | Cold is the Grave (Part 2)   | Chladný je hrob, část 2. | Marek Losey      | Robert Murphy  | 21. října 2011 | 29. dubna 2018 |

### Druhá řada (2012)
| Č. v seriálu | Č. v řadě | Původní název                 | Český název                   | Režie         | Scénář     | Premiéra v VB     | Premiéra v ČR   |
| ------------ | --------- | ----------------------------- | ----------------------------- | ------------- | ---------- | ----------------- | --------------- |
| 9            | 1         | Strange Affair (Part 1)       | Zvláštní případ, část 1.      | Robert Murphy | Tim Fywell | 10. října 2012    | 6. května 2018  |
| 10           | 2         | Strange Affair (Part 2)       | Zvláštní případ, část 2.      | Robert Murphy | Tim Fywell | 17. října 2012    | 6. května 2018  |
| 11           | 3         | Dry Bones That Dream (Part 1) | I mrtví mají své sny, část 1. | Rob Williams  | Jim Loach  | 24. října 2012    | 13. května 2018 |
| 12           | 4         | Dry Bones That Dream (Part 2) | I mrtví mají své sny, část 2. | Rob Williams  | Jim Loach  | 31. října 2012    | 13. května 2018 |
| 13           | 5         | Innocent Graves (Part 1)      | Nevinné hroby, část 1.        | Andrew Payne  | Mat King   | 7. listopadu 2012 | 20. května 2018 |
| 14           | 6         | Innocent Graves (Part 2)      | Nevinné hroby, část 2.        | Andrew Payne  | Mat King   | 8. listopadu 2012 | 20. května 2018 |

### Třetí řada (2014)
| Č. v seriálu | Č. v řadě | Původní název              | Český název             | Režie              | Scénář             | Premiéra v VB   | Premiéra v ČR   |
| ------------ | --------- | -------------------------- | ----------------------- | ------------------ | ------------------ | --------------- | --------------- |
| 15           | 1         | Wednesday's Child (Part 1) | Žalostné dítě, část 1.  | Bill Eagles        | Robert Murphy      | 3. února 2014   | 27. května 2018 |
| 16           | 2         | Wednesday's Child (Part 2) | Žalostné dítě, část 2.  | Bill Eagles        | Robert Murphy      | 10. února 2014  | 27. května 2018 |
| 17           | 3         | Piece of My Heart (Part 1) | Kus mého srdce, část 1. | Ed Bazalgette      | Robert Murphy      | 17. února 2014  | 3. června 2018  |
| 18           | 4         | Piece of My Heart (Part 2) | Kus mého srdce, část 2. | Ed Bazalgette      | Robert Murphy      | 24. února 2014  | 3. června 2018  |
| 19           | 5         | Bad Boy (Part 1)           | Zlý hoch, část 1.       | Stephen Woolfenden | Catherine Tregenna | 3. března 2014  | 10. června 2018 |
| 20           | 6         | Bad Boy (Part 2)           | Zlý hoch, část 2.       | Stephen Woolfenden | Catherine Tregenna | 10. března 2014 | 10. června 2018 |

### Čtvrtá řada (2015)
| Č. v seriálu | Č. v řadě | Původní název              | Český název         | Režie           | Scénář               | Premiéra v VB   | Premiéra v ČR    |
| ------------ | --------- | -------------------------- | ------------------- | --------------- | -------------------- | --------------- | ---------------- |
| 21           | 1         | What Will Survive (Part 1) | Co přežije, část 1. | David Richards  | Nicholas Hicks-Beach | 4. března 2015  | 17. června 2018  |
| 22           | 2         | What Will Survive (Part 2) | Co přežije, část 2. | David Richards  | Nicholas Hicks-Beach | 11. března 2015 | 17. června 2018  |
| 23           | 3         | Buried (Part 1)            | Pohřbené, část 1.   | Craig Pickles   | Nicholas Hicks-Beach | 18. března 2015 | 24. června 2018  |
| 24           | 4         | Buried (Part 2)            | Pohřbené, část 2.   | Craig Pickles   | Nicholas Hicks-Beach | 25. března 2015 | 24. června 2018  |
| 25           | 5         | Ghosts (Part 1)            | Přízraky, část 1.   | Kenneth Glenaan | Paul Logue           | 1. dubna 2015   | 1. července 2018 |
| 26           | 6         | Ghosts (Part 2)            | Přízraky, část 2.   | Kenneth Glenaan | Paul Logue           | 8. dubna 2015   | 1. července 2018 |

### Pátá řada (2016)
| Č. v seriálu | Č. v řadě | Původní název                           | Český název                        | Režie         | Scénář               | Premiéra v VB  | Premiéra v ČR     |
| ------------ | --------- | --------------------------------------- | ---------------------------------- | ------------- | -------------------- | -------------- | ----------------- |
| 27           | 1         | To Burn in Every Drop of Blood (Part 1) | Shořet v každé kapce krve, část 1. | Robert Quinn  | Nicholas Hicks-Beach | 31. srpna 2016 | 8. července 2018  |
| 28           | 2         | To Burn in Every Drop of Blood (Part 2) | Shořet v každé kapce krve, část 2. | Robert Quinn  | Nicholas Hicks-Beach | 7. září 2016   | 8. července 2018  |
| 29           | 3         | A Little Bit of Heart (Part 1)          | Kousek srdce, část 1.              | Craig Pickles | Nicholas Hicks-Beach | 14. září 2016  | 15. července 2018 |
| 30           | 4         | A Little Bit of Heart (Part 2)          | Kousek srdce, část 2.              | Craig Pickles | Nicholas Hicks-Beach | 21. září 2016  | 15. července 2018 |
| 31           | 5         | Undertow (Part 1)                       | Proti proudu, část 1.              | Mark Brozel   | Paul Logue           | 28. září 2016  | 22. července 2018 |
| 32           | 6         | Undertow (Part 2)                       | Proti proudu, část 2.              | Mark Brozel   | Paul Logue           | 5. října 2016  | 22. července 2018 |